# Polygala roubienna
Polygala roubienna är en jungfrulinsväxtart som beskrevs av A. St.-hil.. Polygala roubienna ingår i släktet jungfrulinssläktet, och familjen jungfrulinsväxter. Inga underarter finns listade i Catalogue of Life.